# Campionatul Sudamerican 1917
Campionatul Sudamerican din 1917 a fost cea de a doua ediție a turneului continental acum cunoscut sub numele de Copa América. A avut loc la Montevideo , Uruguay , între 30 septembrie și 14 octombrie 1917. Gazdele Uruguayului au păstrat titlul după ce au câștigat cu 1-0 în fața Argentinei în ultimul meci al competiției. Ángel Romano de la Uruguay a terminat ca golgheter al turneului cu 4 goluri.

## Runda finală
Fiecare echipă a jucat un singur meci împotriva fiecărei echipe. Două (2) puncte au fost acordate pentru o victorie, un (1) punct pentru egalitate și zero (0) puncte pentru o înfrângere.
| Team      | Pld | W | D | L | GF | GA | GD  | Pts |
| --------- | --- | - | - | - | -- | -- | --- | --- |
| Uruguay   | 3   | 3 | 0 | 0 | 9  | 0  | +9  | 6   |
| Argentina | 3   | 2 | 0 | 1 | 5  | 3  | +2  | 4   |
| Brazilia  | 3   | 1 | 0 | 2 | 7  | 8  | −1  | 2   |
| Chile     | 3   | 0 | 0 | 3 | 0  | 10 | −10 | 0   |

| Uruguay                              | 4–0 | Chile |
| ------------------------------------ | --- | ----- |
| Pizo 20', 62' (pen.) Romano 44', 75' |     |       |

| Argentina                                               | 4–2 | Brazilia                   |
| ------------------------------------------------------- | --- | -------------------------- |
| Calomino 15' Ohaco 56' (pen.), 58' (pen.) A. Blanco 80' |     | Neco 8' Lagreca 39' (pen.) |

| Argentina         | 1–0 | Chile |
| ----------------- | --- | ----- |
| García 76' (o.g.) |     |       |

| Uruguay                                      | 4–0 | Brazilia |
| -------------------------------------------- | --- | -------- |
| H. Scarone 8' Romano 17', 77' C. Scarone 86' |     |          |

| Brazilia                                          | 5–0 | Chile |
| ------------------------------------------------- | --- | ----- |
| Caetano 21' Neco 23' Haroldo 26', 59' Amílcar 41' |     |       |

| Uruguay        | 1–0 | Argentina |
| -------------- | --- | --------- |
| H. Scarone 62' |     |           |

## Campioni
| Campioni ai Campionatului Sudamerican din 1917 |
| ---------------------------------------------- |
| · Uruguay · Al doilea titlu                    |

## Legături externe
- Copa América, CONMEBOL.com
- The Copa América Archive – Trivia
- RSSSF archive – includes extensive match reports.